# Hugo II van Jaffa
Hugo II van Jaffa (Apulia, 1106 - na 1134) was graaf van Jaffa en Ascalon.
Hij was een zoon van Hugo I van Jaffa en Mabel de Roucy. Volgens kroniekschrijver Willem van Tyrus werd Hugo II geboren, toen zijn vader in 1106 door Apulia trok om zich in Bari in te schepen voor het Heilige land. Zijn vader krijgt dan tussen 1106 en 1118 het graafschap Jaffa onder zijn hoede, en na zijn overlijden neemt Albert van Namen het over. Hugo II eist het graafschap op in 1123 en trouwt dat jaar ook met Emma of Emelotta van Jericho, een dochter van patriarch Arnulf van Chocques en weduwe van Eustatius I Grenier.
Hugo was een neef en een enorme toegewijde aanhanger van koningin Melisende van Jeruzalem. Haar man Fulco V van Anjou had het vermoeden dat de twee een affaire hadden en sprak zijn beschuldigingen uit bij de hoge hofraad, daarbij sprak hij dat Hugo hem niet erkende als koning en een zeer arrogante houding tegenover hem had. Het dispuut leidde tot een kleine oorlog. Hugo die zich gesteund zag door Roman van Le Puy, heer van Oultrejordain, vluchtte naar Jaffa waar hij zich opsloot. Hij wist een klein garnizoen soldaten van Fulco te verslaan buiten de stad. Melisende riep de hoge hofraad tot de orde en wilde dat er een oplossing voor dit probleem gevonden werd. Fulco bond in en wilde dat Hugo en Roman van Le Puy voorgoed verbannen werden uit het koninkrijk. Het hof spreekt een verbanning van minimaal drie jaar uit, kort voor vertrek overleeft Hugo een aanslag van een Bretonse ridder (mogelijk een huurling van Fulco). Hugo reist vervolgens naar Apulia naar zijn geboortestreek waar hij uiteindelijk ook overlijdt.